# 湯米·岡恩
湯米·岡恩（英語：Tommy Gunn，1967年5月13日—）是美國色情演員。

## 奖项
- 2005 成人影帶新聞獎－最佳新進男演員[1]
- 2006 成人影帶新聞獎－最佳男配角－《加勒比女海盜》
- 2006 成人影帶新聞獎－最佳雙人性愛場景－《Pornstar》(with 布蘭妮·斯凱)（Brittney Skye）

|title=AVN Award Winners Announced|accessdate=2007-07-22|date=2006-01-09|publisher=成人影帶新聞}}</ref>
- 2007 成人影帶新聞獎－年度最佳男演員[2]
- 2007 成人影帶新聞獎 － 最佳口交場景 －《FUCK》
- 2007 成人影帶新聞獎 － 最佳團體性愛場景 －《FUCK》
- 2007 成人影帶新聞獎 － 最佳POV性愛場景 －《Jacks POV 2》
- 2007 成人影帶新聞獎 － 年度男演員
- 2007 成人電影評論家組織獎（英语：XRCO Award） － 年度男演員[3]
- 2008 夜遊成人娛樂獎（英语：NightMoves Award） － 最佳男演員 (粉絲票選)[4]
- 2009 夜遊成人娛樂獎 － 名人堂[5]
- 2011 夜遊成人娛樂獎 － 年度男演員 (Editor's Choice)[6]
- 2011 成人產業獎（英语：XBIZ Award） － 年度男演員[7]

## 外部連結
- 官方網站
- Tommy Gunn's Cummin' At You Interactive 3D Website